# Maroko

Podział Sahary Zachodniej:
kolor żółty – obszar pod kontrolą SARD,
pozostałe kolory – strefy pod kontrolą Maroka.

Maroko, Królestwo Marokańskie (arab. ‏المملكة المغربية‎, trb. Al-Mamlaka al-Maghribijja; tamazight ⵜⴰⴳⵍⴷⵉⵜ ⵏ ⵍⵎⵖⵔⵉⴱ, trb. Tagldit N Lmaġrib) – państwo położone w północno-zachodniej Afryce ze stolicą w Rabacie, należące do państw Maghrebu. Maroko od północy otacza Morze Śródziemne, a od zachodu Ocean Atlantycki. Na wschodzie graniczy z Algierią, a na południu ze spornym terytorium Sahary Zachodniej. Maroko rości sobie również prawo do hiszpańskich eksklaw Ceuty, Melilli i Peñón de Vélez de la Gomera oraz kilku małych wysp u wybrzeży kontrolowanych przez Hiszpanię. Zajmuje powierzchnię 446 300 km² lub 710 850 km² z populacją około 37 milionów. Oficjalną i dominującą religią jest islam, a językami urzędowymi są arabski i berberyjski; powszechnie używa się również marokańskiego dialektu arabskiego i francuskiego. Marokańska tożsamość i kultura jest żywą mieszanką kultur berberyjskich, arabskich i europejskich. Stolicą kraju jest Rabat, a największym miastem Casablanca.

## Geografia

### Granice Maroka
Od wschodu graniczy z Algierią, a od północy z Hiszpanią (Hiszpańskie posiadłości w Afryce Północnej w tym Ceutą i Melillą). Formalnie na południu graniczy z Saharą Zachodnią, choć Maroko częściowo okupuje ten region.
Granice lądowe liczą łącznie 2362 km, w tym z poszczególnymi państwami:
- Algieria – 1900 km (granica lądowa zamknięta dla ruchu),
- Sahara Zachodnia – 444 km
- Hiszpania (Plazas de soberanía): 18,5 km

Długość wybrzeża morskiego – 1835 km.
Najniższy punkt: Sabcha Tah – 55 m p.p.m., najwyższy punkt: Dżabal Tubkal – 4167 m n.p.m.
Pod koniec 1980 r. Maroko wprowadziło morską strefę ekonomiczną szerokości 200 mil morskich, która objęła na Atlantyku i Morzu Śródziemnym obszar o łącznej powierzchni ok. 1,1 miliona km².

## Fauna
Świat zwierzęcy Maroka zalicza się do palearktycznej strefy zoogeograficznej. Ma w sobie jednak sporo specyfiki. Podobnie jak w szacie roślinnej, tak i faunie, działalność człowieka wpłynęła negatywnie na przetrwanie i rozprzestrzenienie się gatunków. Jeszcze w IV wieku w Maroku żyły krokodyle, hipopotamy, bawoły, żyrafy, słonie, dziś już ich nie ma. Ostatni lew został zastrzelony na przełomie XIX i XX wieku. Maroko można podzielić na cztery strefy zoogeograficzne.

### Strefa górska
W Atlasie Średnim i Wysokim spotkać można wiele gatunków motyli – tych największych i najbardziej kolorowych, które pojawiają się tutaj zwykle w kwietniu. Należą do nich kleopatra, rusałka wierzbowiec i kardynał. Spotyka się także skromniejsze gatunki: skalnik bryzeida, polowiec hiszpański, dostojki, skalniki, ogończyki i modraszki. W Parku Narodowym Tubkalu widywany jest też marokański czerwończyk (Lycaena phoebus phoebus). Wśród owadów występujących na wyższych wysokościach na uwagę zasługuje modraszek amandus spotykany późnym latem na wysokości 600 m n.p.m. Na wysokości 1700 m n.p.m. pojawia się bielinek pomarańczowy. Oprócz motyli bezkręgowce reprezentowane są w tej strefie przez modliszki z rodzaju Eremiaphila. Płazem, którego można spotkać w górach, jest endemiczna żaba kolorowa występująca w Atlasie Wysokim, w północnej części kraju na wysokości powyżej 2000 m n.p.m. występuje zaś ropucha zielona (Pseudepidalea viridis). Na zalesionych stokach Atlasu Średniego spotkać można wiele gatunków gadów. Najpowszechniej występującymi są: jaszczurka zielono- i niebieskooka oraz kameleon. Spośród ptaków na terenach górskich spotkać można ścierwnika, kilka gatunków jaskółek (dymówka czy oknówka zwyczajna) oraz  jerzyki. W strefie górskiej występują: małpa makak berberyjski, lamparty (rzadko spotykane), hieny, króliki. W północnej części kraju powszechnie występują dziki i lisy. W okolicach Tubkalu spotkać można ryjkonosa.

### Strefa przyatlantycka
W strefie przyatlantyckiej występuje wiele gatunków owadów, są jednak one stosunkowo mało dokuczliwe i nie występują tak masowo jak na przykład komary w Polsce. Płazy reprezentowane są przede wszystkim przez żabę zieloną. Z ptaków najpopularniejsze są: przepiórki, kuropatwy (europejska i tzw. czerwona), szpaki, bociany (lęgowe i przelotne), sójki, kosy drozdy. Na rozlewiskach i bagnach spotyka się duże ilości ptactwa wodnego, przelotnego i lęgowego (gęsi, kaczki, pelikany, flamingi, pardwy i łyski czubate). Wśród ptactwa wodno-błotnego zobaczyć też można perkozy (perkoz dwuczuby, perkozek zwyczajny i perkoz rdzawoszyi), szablodzioby, czaple złotawe, warzęchy. Na wybrzeżu ponadto występują: petrele i rybitwy. Ze ssaków występuje dzik, zając, szakal. Rzeki i jeziora obfitują w ryby (karp, szczupak, sandacz i inne). Przybrzeżne wody Atlantyku są bogate w sardynki, tuńczyki, makrele, sole, dorady itp.

### Strefa wschodniomarokańska
Wśród fauny przedsaharyjskiej i saharyjskiej występują węże, jaszczurki, skorpiony, dropie, sępy, lisy, szakale, hieny, zające, karakale i gazele. Najpopularniejszymi gatunkami zwierząt są jednak algierska jaszczurka piaskowa i scynk długonogi, który występuje głównie na piaszczystych ergach.

### Strefa południowomarokańska
Strefa ta ma saharyjsko-tropikalny charakter fauny. Występują tu kobry, żmije rogate, wąż podkowiasty (osiągający 2 metry długości), malpolon, skorpiony, jaszczurki (piaskowe). Ptaki reprezentowane są przez stepówkę (rudogardłą, piaskową, białobrzuchą, czarnobrzuchą), kulona, skowronki (siedem odmian), sikory (lazurową sosnówkę). Wśród ssaków najczęściej spotkać można: gazele, szakale, niekiedy też gepardy, fenki (lisy pustynne), które z kolei polują na skoczki egipskie należące do grupy gatunków prowadzących nocny tryb życia.

## Demografia

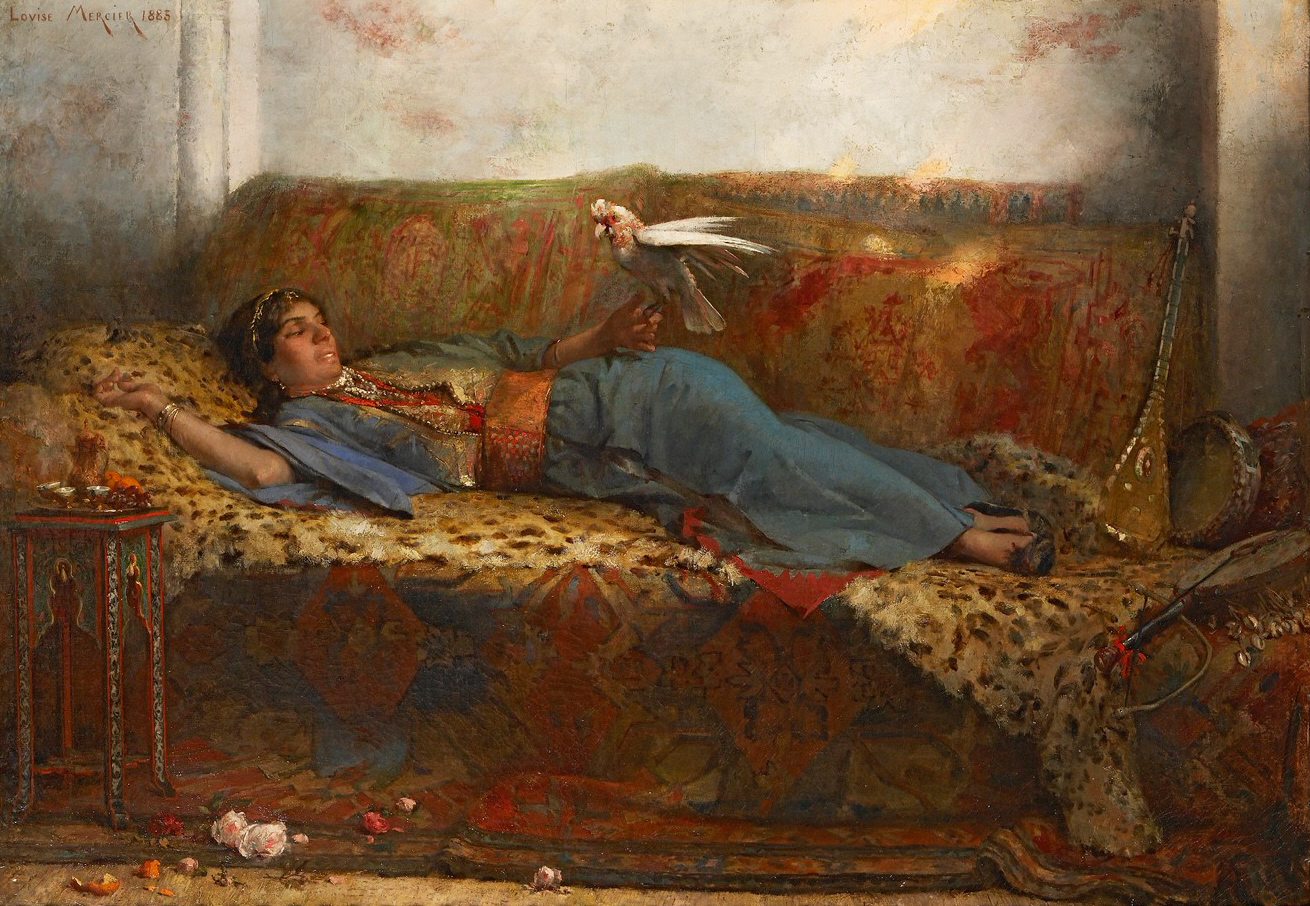
Marokańczyk podczas odpoczynku, 1883

Maroko zamieszkuje 37 076 584 mieszkańców (stan na 2021). Szacuje się, że od 41% do 80% mieszkańców ma berberyjskie pochodzenie. Znaczna część ludności identyfikuje się jako Haratyni i Gnawa (lub Gnaoua), zachodnioafrykańscy lub mieszani rasowo potomkowie niewolników, oraz Moryskowie, europejscy muzułmanie wypędzeni z Hiszpanii i Portugalii w XVII wieku.
Według spisu ludności z 2014 roku, w kraju przebywało około 84 000 imigrantów. Spośród tych większość była pochodzenia francuskiego, a następnie z różnych krajów Afryki Zachodniej i Algierii. Jest też wielu zagranicznych mieszkańców pochodzenia hiszpańskiego. Niektórzy z nich to potomkowie osadników kolonialnych, którzy pracują głównie dla europejskich firm międzynarodowych, inni są żonaci z Marokankami lub są emerytami. Przed uzyskaniem niepodległości Maroko było domem dla pół miliona Europejczyków; którzy w większości byli chrześcijanami. Również przed uzyskaniem niepodległości Maroko było domem dla 250 000 Hiszpanów. Niegdyś znacząca mniejszość żydowska w Maroku znacznie zmniejszyła się od swojego szczytowego poziomu 265 000 w 1948 roku, spadając do około 2 500 dzisiaj.
Maroko ma liczną diasporę, z czego większość przebywa we Francji, w której mieszka prawdopodobnie ponad milion Marokańczyków. Istnieją również duże społeczności marokańskie w Hiszpanii (około 700 000 Marokańczyków), Holandii (360 000) i Belgii (300 000). Inne duże społeczności można znaleźć we Włoszech, Kanadzie, Stanach Zjednoczonych i Izraelu, gdzie uważa się, że Żydzi marokańscy stanowią drugą co do wielkości żydowską podgrupę etniczną.

## Religie

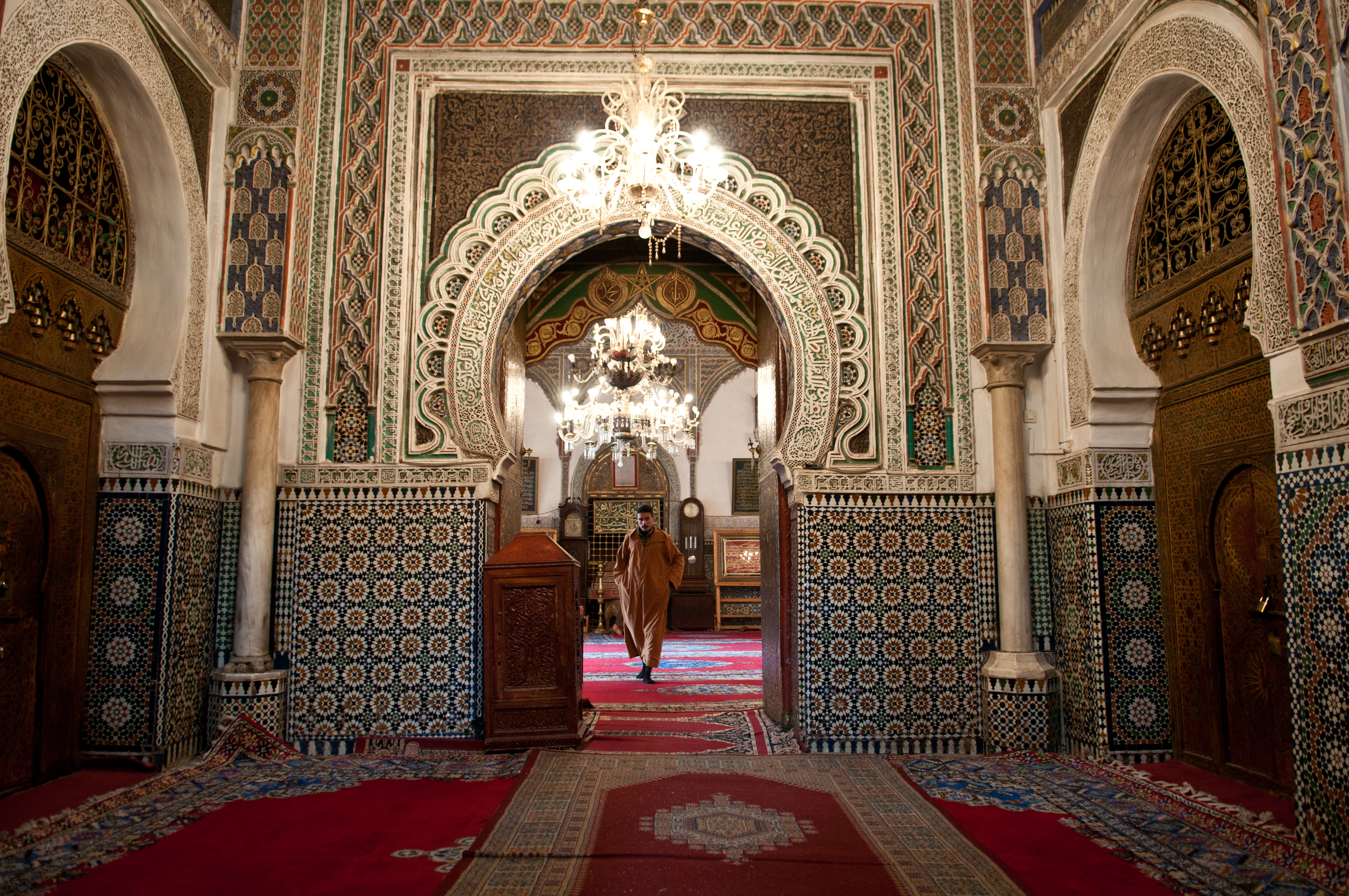
Meczet w mieście Fez

Struktura religijna w 2021 roku, według World Christian Database:
- muzułmanie – 99,68%,
- brak religii – 0,13%,
- bahaiści – 0,1%,
- chrześcijanie – 0,08%:
  - katolicy (18,2 tys.),
  - protestanci, zielonoświątkowcy i niezależne kościoły (10,6 tys.),
  - Meczet Hasana II w Casablanceniestowarzyszeni (1,5 tys.),
- żydzi – 0,006%.

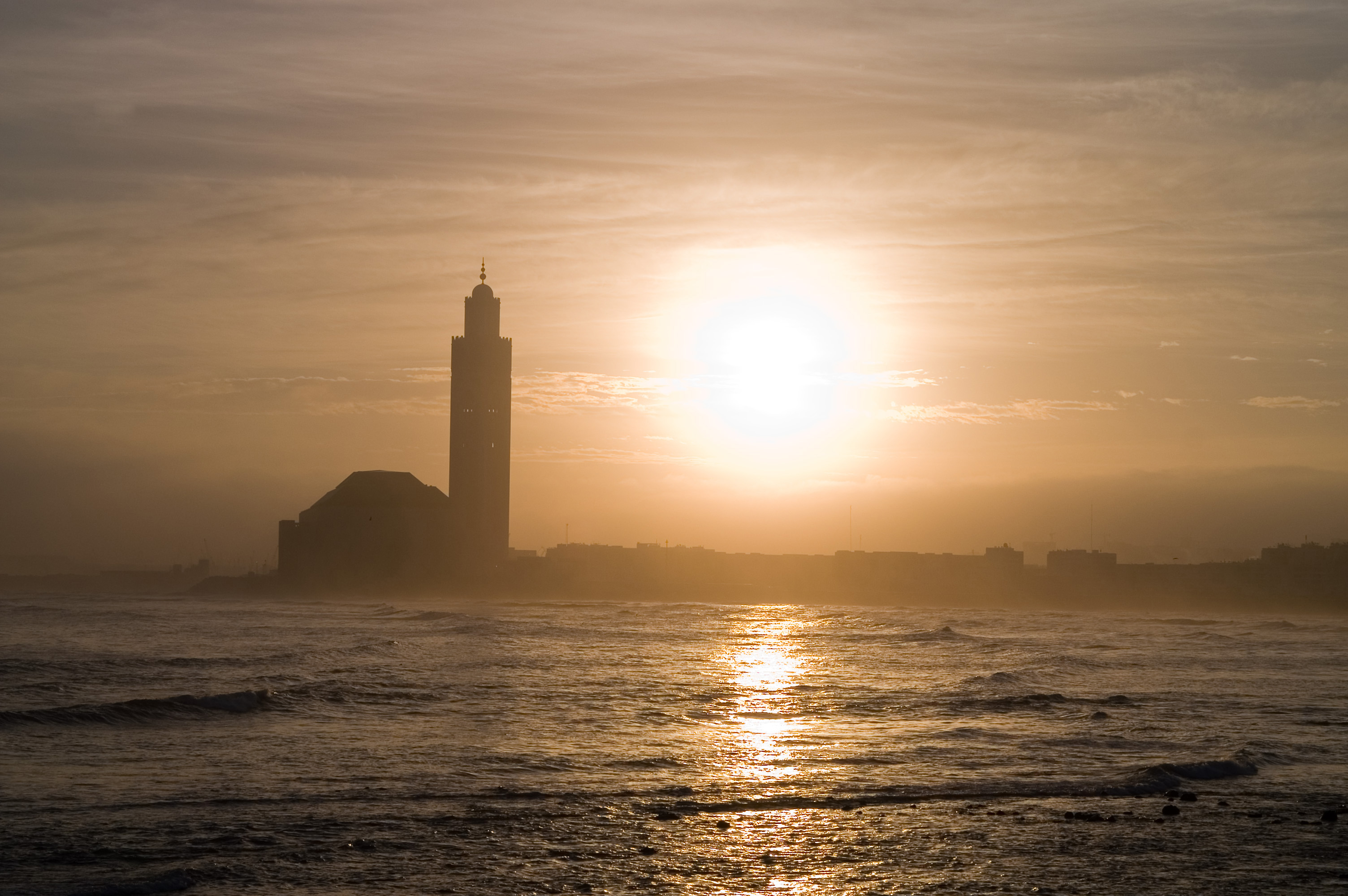
Meczet Hasana II w Casablance

Przynależność religijna w kraju została oszacowana przez Centrum Badawcze Pew w 2010 roku i wykazała, że muzułmanie stanowią 99% populacji Maroka, przy czym wszystkie pozostałe grupy stanowią mniej niż 1%. Spośród osób wyznających islam praktycznie wszyscy są muzułmanami sunnickimi, a muzułmanie szyiccy stanowią mniej niż 0,1%. Pomimo tego, że większość Marokańczyków jest związana z islamem (~100% według Arab Barometer w 2018 roku), prawie 15% mimo to określa się jako niereligijni według ankiety z 2018 roku przeprowadzonej dla BBC przez sieć badawczą Arab Barometer. Inna ankieta Arab Barometer z 2021 roku wykazała, że 67,8% Marokańczyków identyfikuje się jako religijni, 29,1% jako trochę religijni, a 3,1% jako niereligijni. Z ankiety Gallup International z 2015 roku wynika, że 93% Marokańczyków uważa się za religijnych. Maroko jest jednym z najbardziej przyjaznych Żydom krajów arabskich, rząd wspiera renowacje synagog oraz finansuje studia nad kulturą i historią Żydów marokańskich.

## Języki
- arabski (urzędowy),

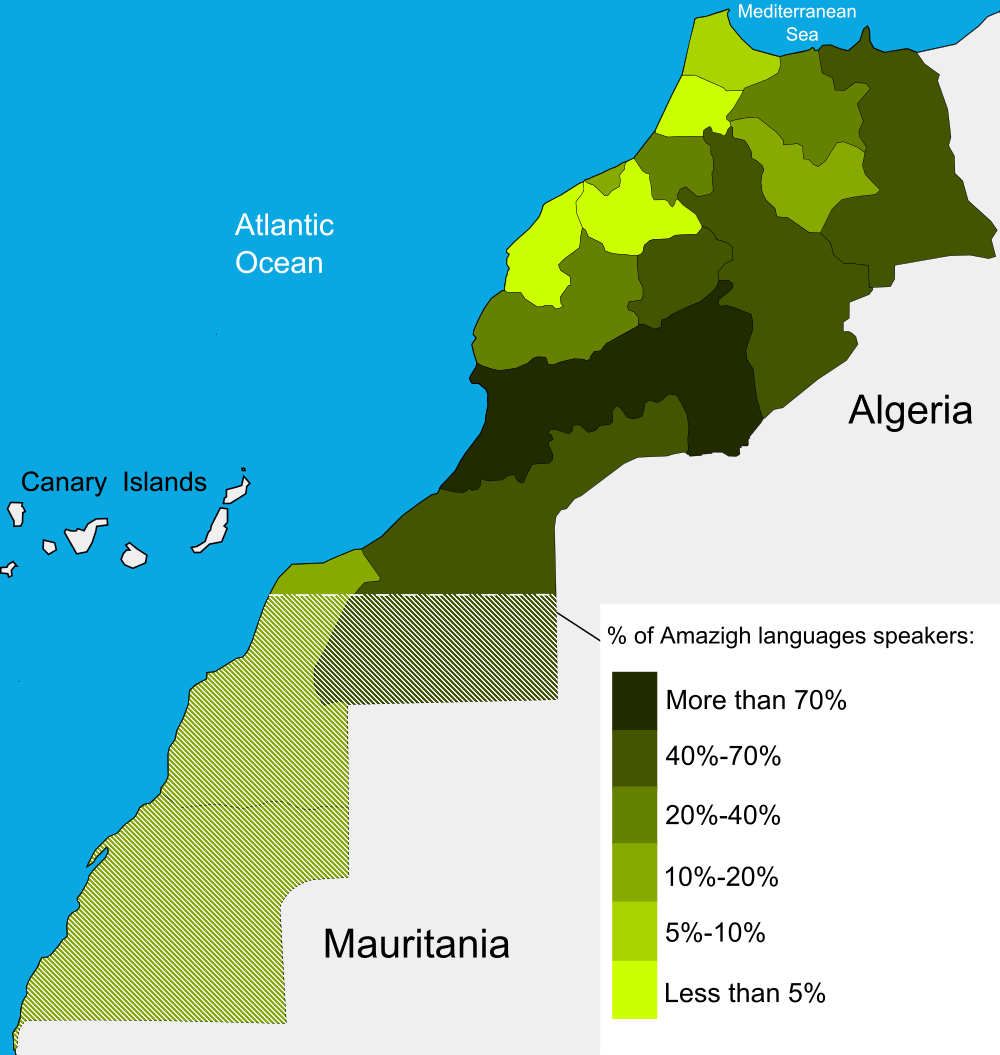
Mapa pokazująca jaki procent ludności Maroka mówi językami berberyjskimi

- berberyjski (tamazight) (w 2011 został wpisany do konstytucji jako język państwowy[31]),
- francuski (głównie w turystyce, biznesie i dyplomacji).

## Polityka i ustrój

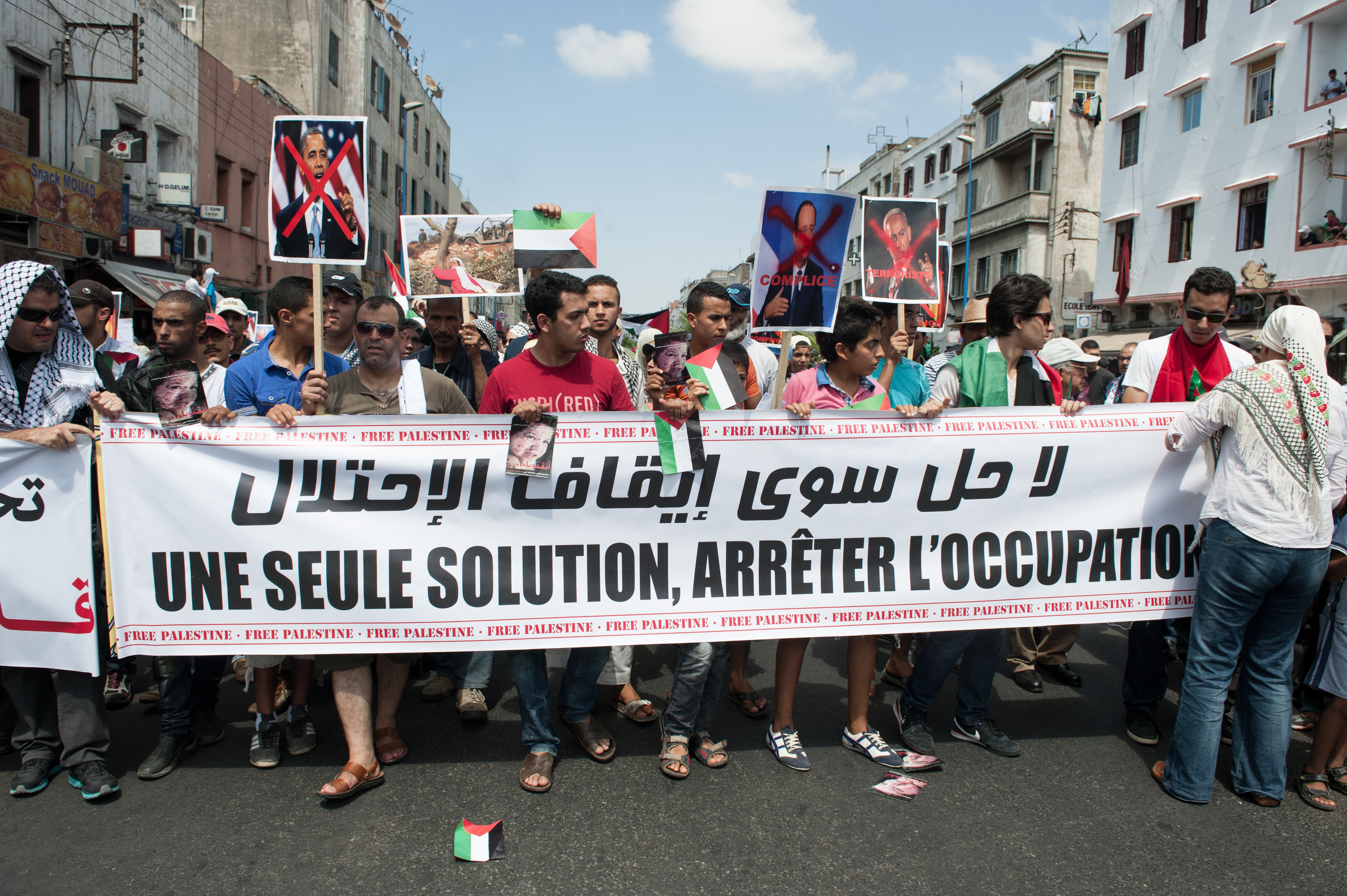
Protesty w Casablance

Maroko jest dziedziczną monarchią konstytucyjną. Głową państwa jest od 23 lipca 1999 król Muhammad VI.
Premier powoływany jest przez monarchę. Jest dwuizbowy parlament składający się z Izby Radców (Madżlis el-Mustaszarin) i Izby Reprezentantów, do którego odbywają się wybory.
W 2020 Maroko oficjalnie uznało niepodległość Izraela, a w zamian Izrael uznał Saharę Zachodnią jako terytorium Maroka.

## Siły zbrojne
Maroko dysponuje trzema rodzajami sił zbrojnych: wojskami lądowymi, marynarką wojenną oraz siłami powietrznymi. Uzbrojenie sił lądowych Maroka składało się w 2014 roku z: 1348 czołgów, 2120 opancerzonych pojazdów bojowych, 448 dział samobieżnych, 192 zestawów artylerii holowanej oraz 72 wieloprowadnicowych wyrzutni rakietowych. Marynarka wojenna Maroka dysponowała w 2014 roku 70 okrętami obrony przybrzeża, 6 fregatami oraz jedną korwetą. Marokańskie siły powietrzne z kolei posiadały w 2014 roku uzbrojenie w postaci m.in. 88 myśliwców, 145 samolotów transportowych, 82 samolotów szkolno-bojowych oraz 139 śmigłowców.
Wojska marokańskie w 2014 roku liczyły 195,8 tys. żołnierzy zawodowych oraz 150 tys. rezerwistów. Według rankingu Global Firepower (2025) marokańskie siły zbrojne stanowią 59. siłę militarną na świecie, z rocznym budżetem na cele obronne w wysokości 13,4 mld dolarów (USD).

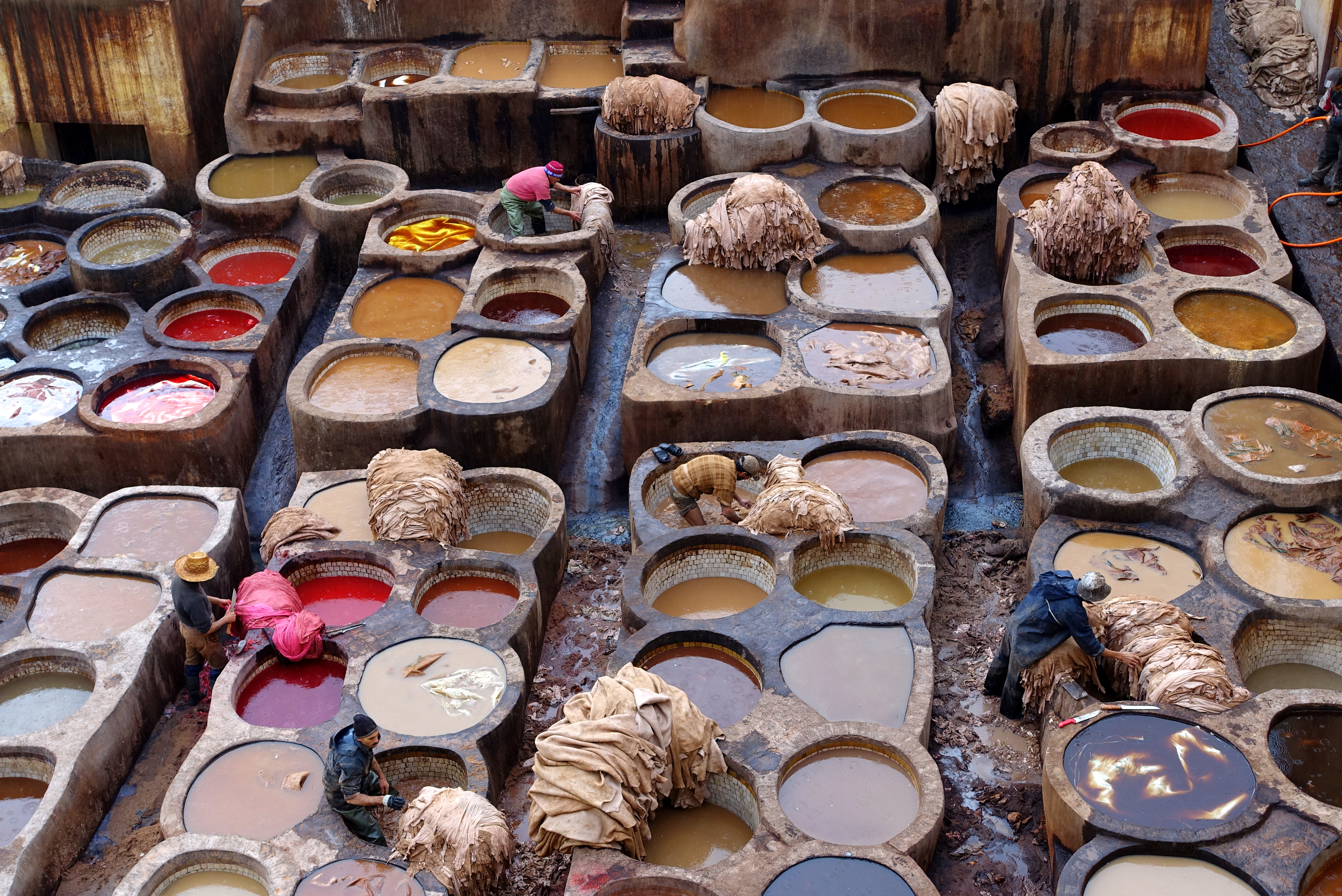
Robotnicy garbarni w Maroku farbujący skóry

## Gospodarka
Bogactwa naturalne: fosforyty, fosforany, rudy żelaza, mangan, ołów, cynk.
PKB: 4000 dolarów USA na mieszkańca (według parytetu siły nabywczej w 2008 roku).

### Transport i łączność
Sieć komunikacyjna jest dobrze rozwinięta. Linie kolejowe (połączone z liniami Algierii) mają długość 1,9 tys. km (z tego ponad 50% jest zelektryfikowanych). Linie kolejowe łączą porty z ośrodkami wydobycia fosforytów i dużymi miastami wnętrza kraju. Długość dróg kołowych wynosi 57,7 tys. km (56% utwardzonych). Główne porty morskie mieszczą się w: Casablance, Asfi, Al-Muhammadija, Agadir, Al-Dżurf al-Asfar. Główny morski port pasażerski znajduje się w Tangerze. Maroko ma 8 międzynarodowych portów lotniczych, a największe znajdują się w Casablance i w Rabacie. Nowoczesna, choć niezbyt gęsta sieć telefoniczna, w Maroku jest około 1,3 mln abonentów telefonii stacjonarnej. W użytkowaniu znajduje się 9,6 mln telefonów komórkowych.

## Geografia i klimat

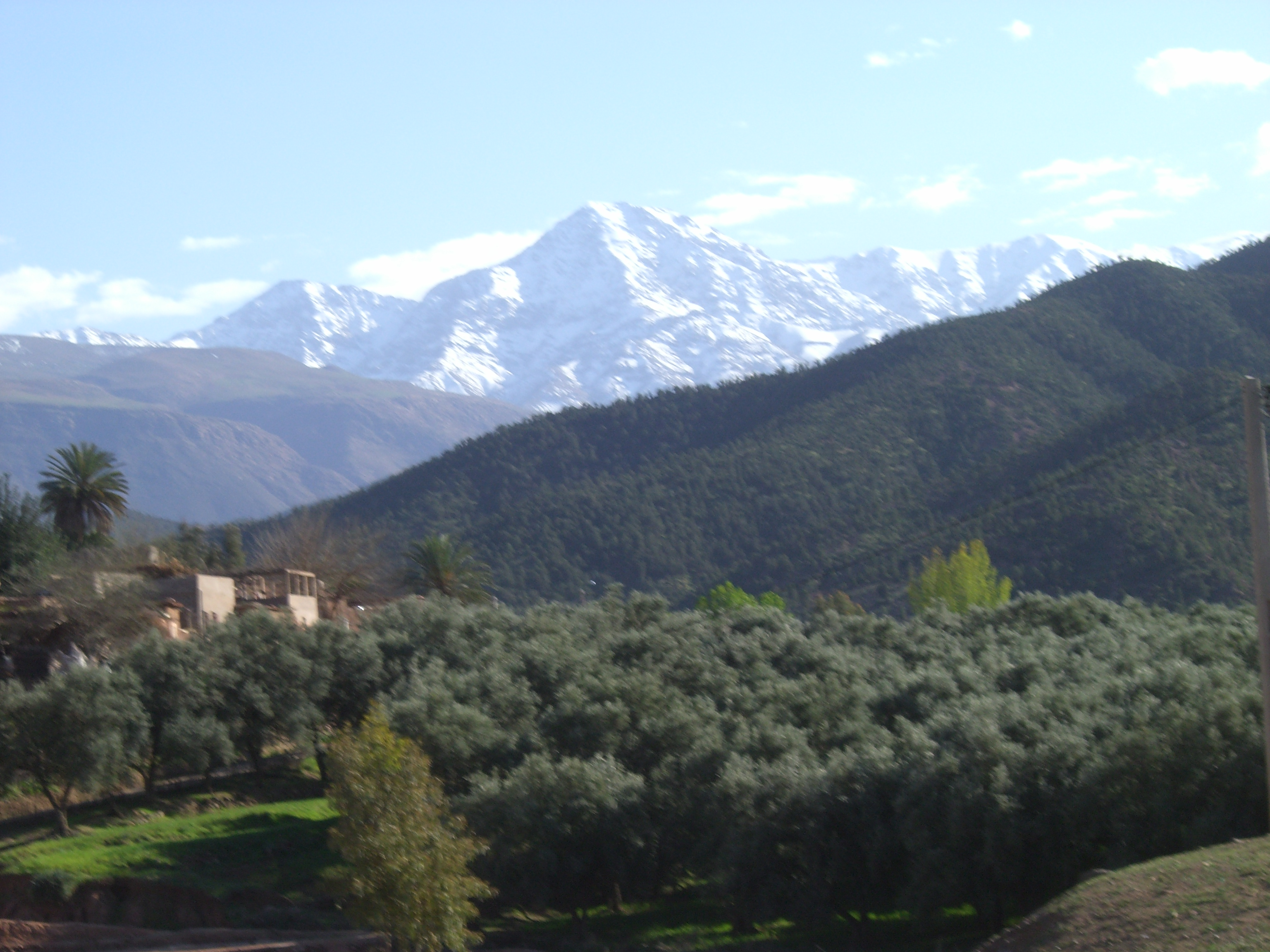
Atlas Wysoki

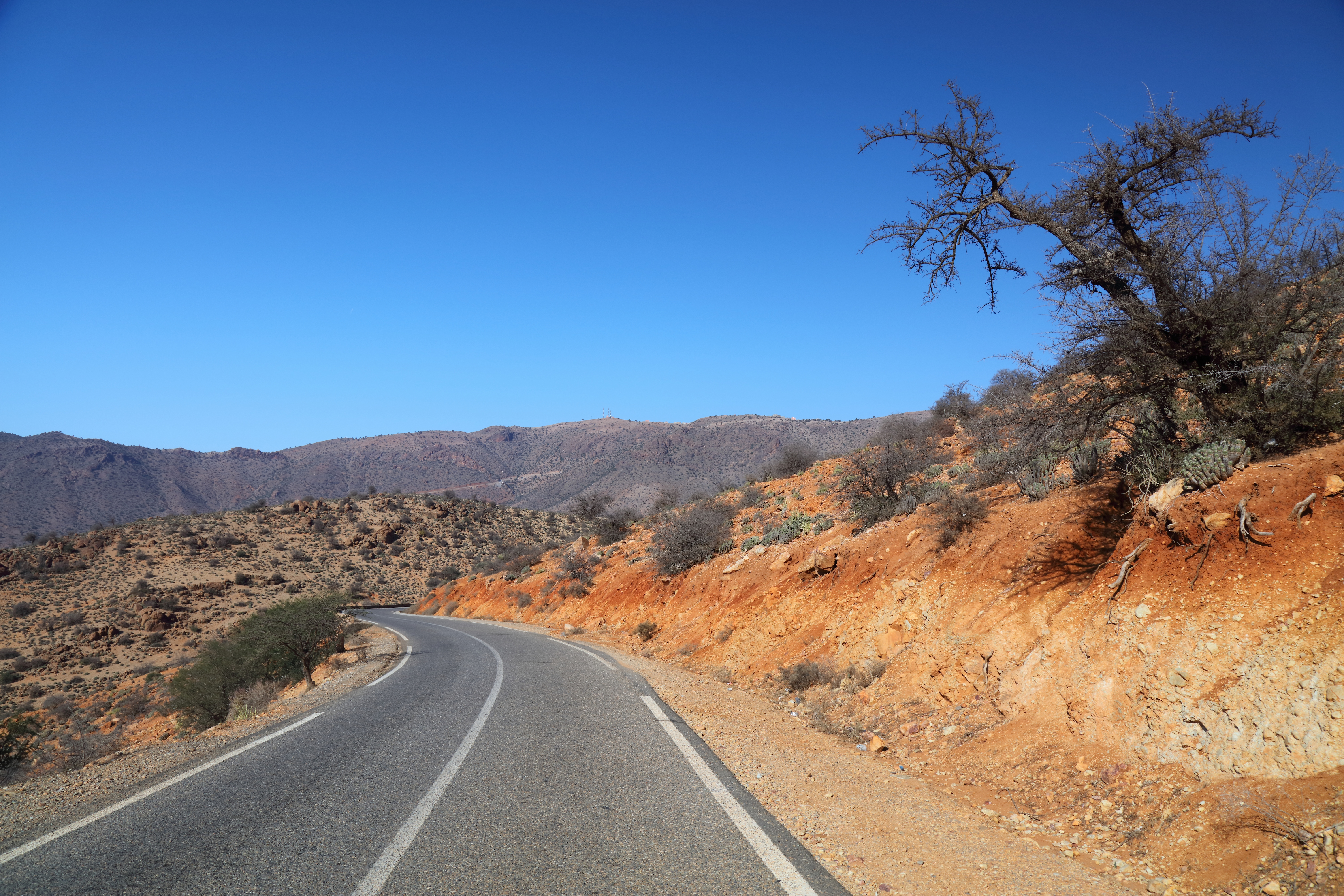
Droga przez Antyatlas

Maroko leży w zachodniej części Atlasu. Przez środek kraju przebiega pasmo Atlasu Wysokiego (najwyższy szczyt: Dżabal Tubkal, 4167 m n.p.m.), równolegle do niego ciągnie się Atlas Średni (Dżabal Bu Nasr, 3340 m n.p.m.) na północy i Antyatlas (Imkut, 2531 m n.p.m.) na południe. Wzdłuż wybrzeża Morza Śródziemnego wznoszą się góry Ar-Rif (Dżabal Tidighin, 2456 m n.p.m.). Na północ od Atlasu Średniego rozciąga się Meseta Marokańska (200–1500 m n.p.m.). W południowej i południowo-wschodniej części kamieniste i piaszczyste pustynie Sahary. Nad Oceanem Atlantyckim i w dolnym biegu Wadi Muluja niewielkie niziny aluwialne (Gharb, Dakkala, Sus). Klimat podzwrotnikowy, na wybrzeżach morskich, w głębi kraju suchy i skrajnie suchy (odmiana górska). Średnia temperatura w styczniu +10 do +12 °C, w lipcu +24 do +28 °C. Roczna suma opadów w Atlasie Średnim do 1000 mm, na południowej i południowo-wschodniej poniżej 200 mm. W górach Atlasu zimą występują opady śniegu. Na wybrzeżu atlantyckim częste mgły (wpływ chłodnego Prądu Kanaryjskiego). Doliny rzeczne i niższe partie stoków wykorzystywane są do uprawy cytrusów, oliwek i winnej latorośli. Na wiosnę między kwietniem a czerwcem powiewa gorący, porywisty, pustynny wiatr niosący pył i piasek, który zwiększa temperaturę i obniża wilgotność. Posiada kilka regionalnych nazw: chamsin, sirocco, chergui. Rzeki w północnej i zachodniej części (głównie Wadi Umm ar-Rabija, Wadi Muluja), o zmiennych stanach wód, są wyzyskiwane do nawadniania i do celów energetycznych. Na południu i wschodzie istnieją jedynie nieliczne rzeki okresowe (najdłuższa Wadi Dara), które płyną wąwozami, po czym giną w piaskach Sahary. Tworzone są również zbiorniki retencyjne. Na przeważającymi terenie panują stepy i półpustynie, a na północy zarośla makii (m.in. wrzosiec drzewiasty, drzewo świętojańskie, pistacja kleista). W oazach rosną palmy daktylowe. W górach częściowo zachowane lasy (8% powierzchni kraju), głównie cedr atlaski, dąb korkowy, endemiczne drzewo żelazne – argania. Do najczęściej spotykanych gatunków fauny można zaliczyć: fenki, dromadery, skorpiony, lisy, mangusty, a na zboczach Atlasu muflony.

## Historia Maroka
Tereny Maroka są siedzibą koczowniczych plemion berberyjskich. Historia Maroka sięga IV wieku p.n.e., kiedy istniało tam państwo mauretańskie (berberyjskie). Przejęte przez Rzymian po upadku Kartaginy, pozostawały przez wieki pod jej władaniem. Później na krótko ziemie te zostały przejęte przez Bizancjum, by stać się ostatecznie domeną świata arabskiego i islamu. Rządzone przez następujące po sobie arabskie i berberyjskie dynastie.

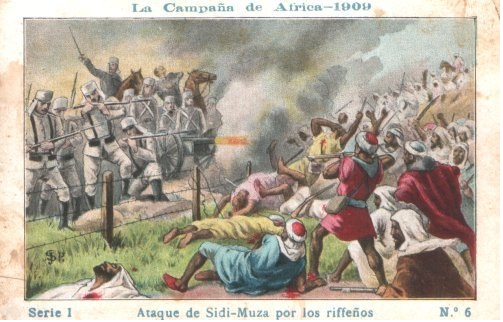
Wojna hiszpańsko-marokańska w latach 1909–1910

W XIX wieku Maroko było areną ścierających się wpływów potęg kolonialnych takich jak Francja, Wielka Brytania, a także przez krótki czas Niemcy (konflikty marokańskie). W wyniku porozumienia w Fezie z 1912 roku Maroko stało się protektoratem Francji, a w 1956 roku uzyskało niepodległość. Na tle dokonanych przez francuskich kolonizatorów przesunięć granic w 1963 doszło do nieudanej wojny o Tindouf z Algierią (Maroko uważało tę algierską prowincję za swoją własność, utraconą w chwili uzyskania niepodległości). Północna część była protektoratem hiszpańskim (Maroko Hiszpańskie). W latach 1957–58 dochodziło też do konfliktów z Hiszpanią o hiszpańską enklawę Ifni, ostatecznie włączoną w skład Maroka w 1969. Niepodległe Maroko jest monarchią, która ma ugruntowaną pozycję w świecie arabskim. Od szeregu lat istnieje nierozstrzygnięty problem dawnej kolonii hiszpańskiej Sahary Zachodniej, który musiał być zażegnany przez siły ONZ.
W 1987 Maroko złożyło wniosek jako kandydat Unii Europejskiej. Odmówiono mu szans na członkostwo, m.in. z powodu nierozwiązanego konfliktu z Saharą Zachodnią. Od tego czasu pozostaje krajem stowarzyszonym.

## Turystyka

### Ośrodki turystyczne

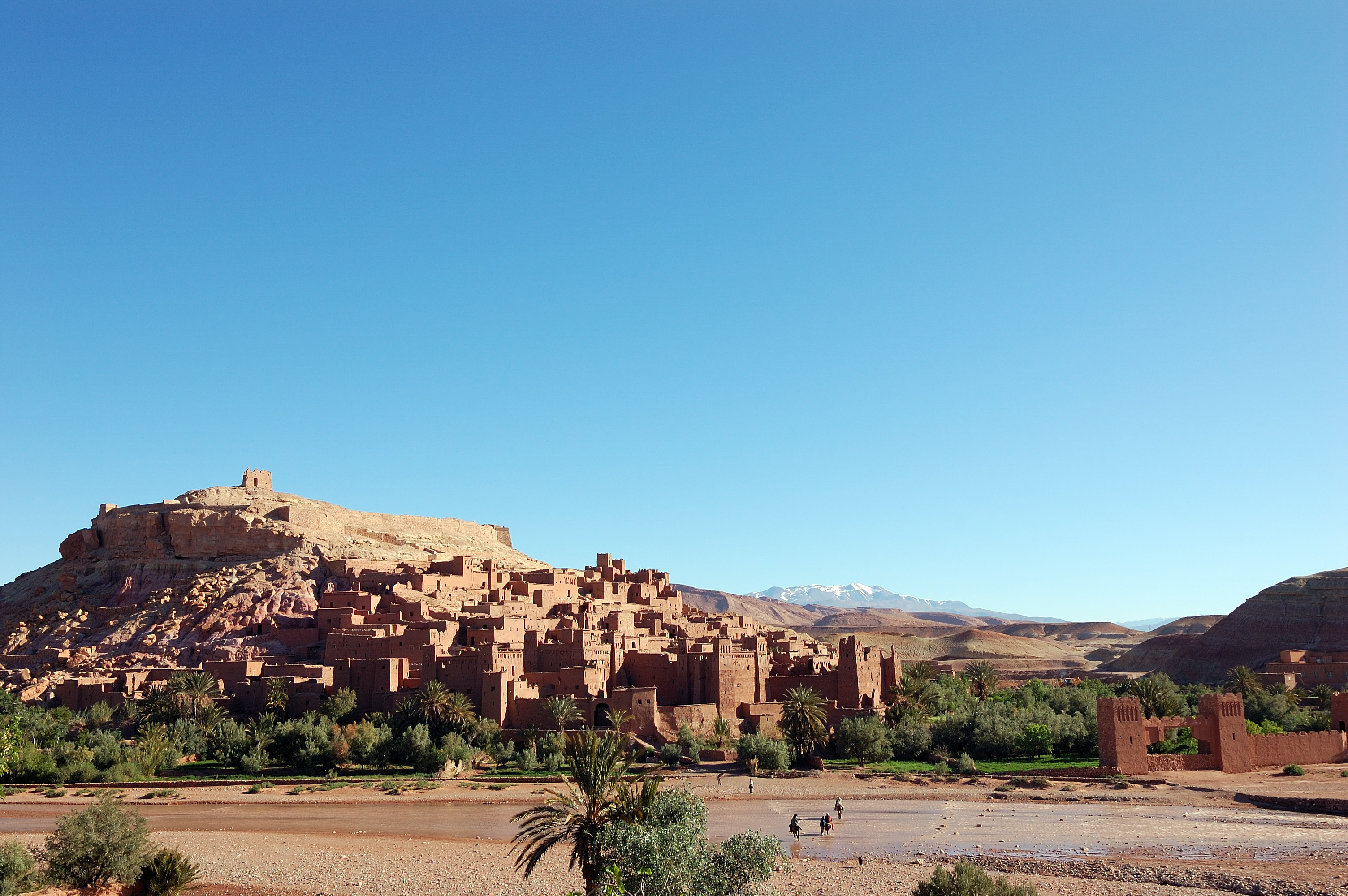
Kasby w Ajt Bin Haddu

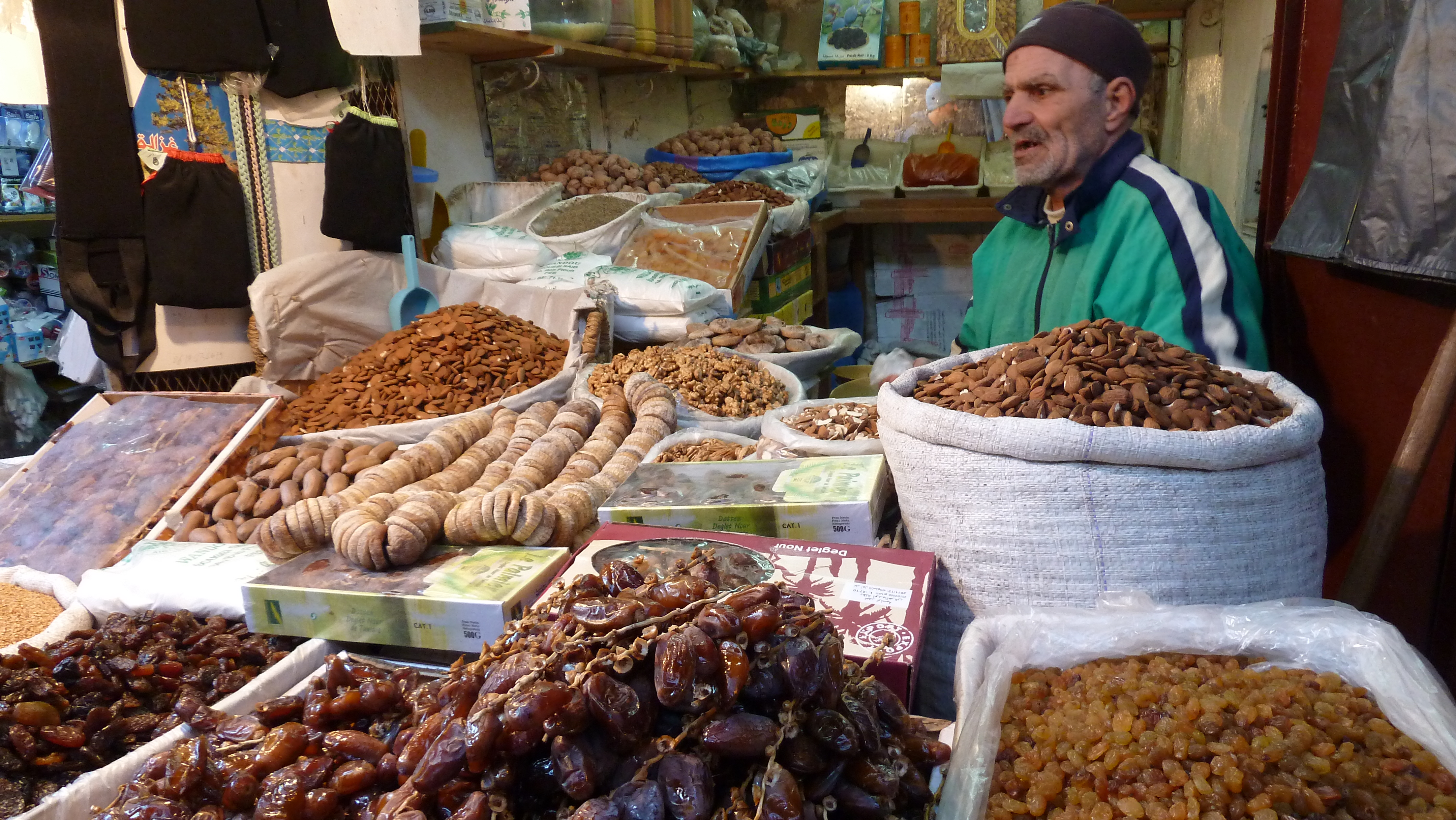

Najbardziej popularnymi regionami turystycznymi są wybrzeża Morza Śródziemnego oraz Oceanu Atlantyckiego. Oprócz licznych mniejszych kąpielisk nadmorskich znajduje się w Maroku kilka większych miast, o wysokich walorach turystycznych: Rabat, Casablanca, Tanger, Marrakesz i Agadir. Do godnych odwiedzenia można również zaliczyć trzy dawne stolice królewskie: Fez, Marrakesz i Meknes. Na południu kraju wartym odwiedzenia jest Tiznit, gdzie na lokalnym targu oferowane są wyroby biżuterii berberyjskiej oraz przejazdy na dromaderze. W Kulmim istnieją targi wielbłądów. Mało wykorzystane są dwie górskie miejscowości Azru i Ifran w Atlasie Średnim, a także Ifrane – ośrodek sportów zimowych. Dzięki dogodnym połączeniom promowym turyści z Francji i Hiszpanii stanowią większość w ogólnym udziale odwiedzających ten kraj. Turystyka stanowi coraz większe znaczenie w gospodarce Maroka, które jest w czołówce państw afrykańskich (po Egipcie i Tunezji) pod względem wielkości ruchu turystycznego. Zawdzięcza to głównie dość dobrze rozwiniętej bazie turystycznej i niskiej sezonowości, a także coraz większej europeizacji kraju.
Lista obiektów z Maroka na Światowej Liście Dziedzictwa UNESCO w Afryce liczy dziewięć pozycji.

## Kuchnia marokańska

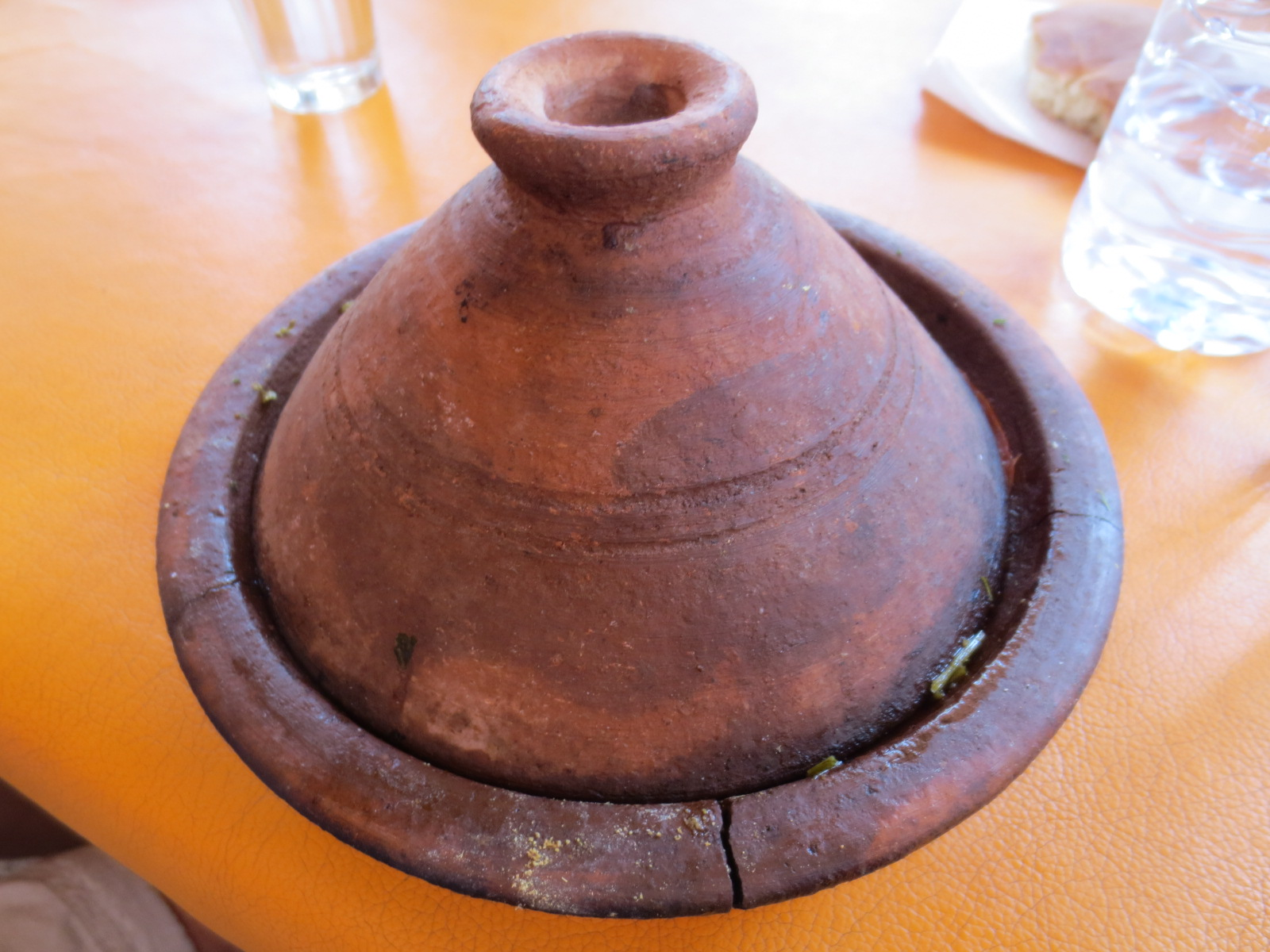
Marokański tadżin

Kuchnia marokańska uważana jest za jedną z najbardziej zróżnicowanych kuchni na świecie. Jest to wynik wielowiekowej interakcji Maroka ze światem zewnętrznym. Kuchnia Maroka to przede wszystkim fuzja kuchni mauretańskiej, europejskiej i śródziemnomorskiej.
W kuchni marokańskiej szeroko stosowane są przyprawy. Choć są importowane do Maroka od tysięcy lat, wiele składników, takich jak szafran z Tetuan, mięta i oliwki z Meknes, a także pomarańcze i cytryny z Fezu, jest uprawianych w kraju. Kurczak jest najczęściej spożywanym mięsem. Najczęściej spożywanym czerwonym mięsem jest wołowina; jagnięcina jest popularna, ale stosunkowo droga.
Podczas ramadanu spożywana jest harira – zupa ze świeżej kolendry, soczewicy, fasoli i jagnięciny. Tażin (tagine) to mięso (baranina, wołowina, drób) z cebulą i innymi warzywami oraz różnymi dodatkami jak zioła i przyprawy, które są duszone w specjalnym glinianym naczyniu. Równie popularnym nie tylko w Maroku jest kuskus, tradycyjna potrawa piątkowa. 
Podczas Id al-Adha, najważniejszego święta muzułmańskiego, tradycyjnie przyrządzane są potrawy z baraniny. Do szczególnie cenionych przez Marokańczyków należą boulfaf – szaszłyki z wątróbki baraniej owiniętej tłuszczem; hergma (lub herma) – gulasz z baranich racic, ciecierzycy i ziaren pszenicy; oraz kuskus z głową barana, w którym za największy przysmak uznaje się język i oczy, w Fezie pozostawiane dla gościa honorowego.
Na deser podawane są ghoriba, czyli ciastka z migdałami lub sezamem z dodatkiem kufasy. Do popicia Marokańczycy przyrządzają mieszankę herbaty zielonej (zazwyczaj jest to gunpowder) z miętą i cukrem; znana jest w Polsce pod nazwą marokańska lub tuareg.

## Podział administracyjny
Maroko, wraz z Saharą Zachodnią, podzielone jest na 12 regionów. Obecny podział administracyjny obowiązuje od 4 września 2015 roku.

Podział administracyjny Maroka

1. Tanger-Tetuan-Al-Husajma
2. Region Wschodni
3. Fez-Meknes
4. Rabat-Sala-Al-Kunajtira
5. Bani Mallal-Chunajfira
6. Casablanca-Sattat
7. Marrakesz-Safi
8. Dara-Tafilalt
9. Sus-Massa
10. Kulmim-Wad Nun
11. Al-Ujun-As-Sakija al-Hamra
12. Ad-Dachla-Wadi az-Zahab